# Comuna de Gorlice
Gorlice (polaco: Gmina Gorlice) é uma gminy (comuna) na Polónia, na voivodia de Pequena Polónia e no condado de Gorlicki. A sede do condado é a cidade de Gorlice.
De acordo com os censos de 2004, a comuna tem 16 078 habitantes, com uma densidade 155,4 hab/km².

## Área
Estende-se por uma área de 103,43 km², incluindo:
- área agricola: 62%
- área florestal: 30%

## Demografia
Dados de 30 de Junho 2004:
|                      | Total   | Total | Mulheres | Mulheres | Homens  | Homens |
| -------------------- | ------- | ----- | -------- | -------- | ------- | ------ |
|                      | pessoas | %     | pessoas  | %        | pessoas | %      |
| População            | 16 078  | 100   | 8098     | 50,4     | 7980    | 49,6   |
| Densidade (pop./km²) | 155,4   | 100   | 78,3     | 78,3     | 77,2    | 77,2   |

De acordo com dados de 2002, o rendimento médio per capita ascendia a 1252,3 zł.

## Comunas vizinhas
- Biecz, Gorlice, Grybów, Lipinki, Łużna, Moszczenica, Ropa, Sękowa, Uście Gorlickie